# Artur Dubravčić
Artur ("Ture") Dubravčić (Vrbovsko, 15 september 1894 – Zagreb, 14 maart 1969) was een Kroatische voetballer die speelde als middenvelder. Hij kwam uit voor Concordia Zagreb en was aanvoerder van de ploeg die het Koninkrijk Joegoslavië vertegenwoordigde bij de Olympische Spelen 1920 in Antwerpen, waar de ploeg onder leiding van bondscoach Veljko Ugrinić in de achtste finales met 7–0 verloor van de latere verliezend finalist Tsjecho-Slowakije.
Dubravčić, bijgenaamd Ture, was vier jaar later eveneens van de partij bij de Olympische Spelen 1924 in Parijs, maar kwam daar niet in actie. Hij speelde in totaal negen officiële interlands voor Joegoslavië. Dubravčić was later actief als sportjournalist en voetbalscheidsrechter. Hij overleed op 74-jarige leeftijd in Zagreb.